# روجر نورمان (روائي)
روجر نورمان (بالإنجليزية: Roger Norman)‏ (1948)؛ كاتب وروائي بريطاني. درس في جامعة كامبريدج.